# Levensboom (geslacht)
Levensboom (Thuja) is een geslacht van coniferen uit de cipresfamilie (Cupressaceae). Er zijn vijf soorten, waarvan twee in Noord-Amerika en drie in Oost-Azië voorkomen. In oudere bronnen werd ook de oosterse levensboom nog in het geslacht Thuja geplaatst, maar in 1949 verhuisde deze soort als Platycladus orientalis naar het geslacht Platycladus, waarin het de enige soort is.
Het hout van levensbomen is licht en aromatisch. Het is goed bestand tegen rot en wordt voor veel doeleinden gebruikt.

## Kenmerken

### Vegetatieve kenmerken
Thuja-soorten en hun variëteiten groeien als groenblijvende bomen of struiken. De jonge blaadjes zijn naaldvormig. De volwassen bladeren zijn schaalvormig, en staan in vier rijen tegenover elkaar op de takken. Ze zijn onder te verdelen in oppervlakte- en randbladeren, en sommige hebben olieklieren. De zaailingen hebben twee zaadlobben.

### Generatieve kenmerken
Thuja-soorten zijn eenhuizig, dus er zijn mannelijke en vrouwelijke kegels op één plant. De mannelijke kegels zijn klein en zitten bij de uiteinden van de takjes. Ze hebben meestal zes tot tien (in zeldzame gevallen ten minste 4 of maximaal 16) microsporofylen. Elke microsporofyl heeft twee tot vier stuifmeelzakjes. De vrouwelijke kegels zijn in het begin ook klein, maar worden later ongeveer 1–2 cm lang en hebben dan vier tot zes paar zaadschalen, waarvan alleen de middelste, grotere twee tot drie paar vruchtbaar zijn. De kleine, eivormige, leerachtige kegels rijpen en openen in het jaar van bestuiving. Elke vruchtbare zaadschaal heeft één tot drie zaden. De zaden hebben twee laterale, smalle vleugels.

## Fossiele vondsten
De zeldzame fossiele vertegenwoordigers van het geslacht Thuja (of naaste verwanten) worden meestal Thuites genoemd. De restanten van deze takken zijn al bekend uit afzettingen uit het Trias. Er zijn vier Thuites-soorten beschreven uit Baltische barnsteen uit het Eoceen/Oligoceen. Insluitingen van plantendelen van Thuites zijn ook bewaard gebleven in Bitterfelder barnsteen, die vermoedelijk overwegend van Miocene oorsprong is.

## Grootste boom
De grootste boom van het geslacht was met een hoogte van 53 m, een stamdoorsnee van 5,9 m op borsthoogte, en een geschat volume van 500 m³ de 'Quinault Lake Cedar', een reuzenlevensboom, ten noorden van Lake Quinault in de Olympic Mountains in de Amerikaanse staat Washington. De boom had veel te lijden van stormen in 2014, en werd in 2016 door een volgende storm geveld. In 2001 was de hoogste boom, met een hoogte van 59,4 m, de 'Willaby Creek Tree', ten zuiden van Lake Quinault, ook een reuzenlevensboom.

## Gebruik

### Hout
Levensbomen hebben een licht, roodbruin kernhout. Het is erg duurzaam en waardevol. De Noord-Amerikaanse soorten worden gebruikt voor bosbouw en worden verhandeld onder de namen Red Cedar (Thuja plicata) en White Cedar (Thuja occidentalis). Sinds de naoorlogse periode worden in Duitsland houten dakspanen geïmporteerd van Canadese rode ceder en later ook van witte ceder, die beter bestand zijn tegen weersinvloeden dan de lokale lariks. Bestanddelen van thuja-hout kunnen allergieën veroorzaken.

### Naturopathie, giftigheid
In de natuurgeneeskunde wordt thuja gebruikt om wratten te behandelen. Een oplossing wordt aangebracht op een cosmetisch kussentje en dit wordt op de wrat geplaatst. Met name takken en kegels zijn giftig door de thujon in de etherische olie, het kan bij er voor gevoelige mensen huidirritatie veroorzaken. Als het gif oraal in voldoende hoeveelheden wordt ingenomen, kan het dodelijk zijn. Er zijn dodelijke vergiftigingen van grazend vee bekend nadat snoeihout van heggen op weilanden werd achtergelaten.

### Haagplant
De populariteit van de thuja in de vorm van hagen is te danken aan de uitstekende snijtolerantie. Nadat een haag is aangelegd, dient in een vroeg stadium te worden begonnen met snoeien, waarbij de doorsnede van de haag een trapezium moet worden. In oudere staat kan een haag ook sterk in hoogte worden ingekort. Inkorten in de breedte is maar beperkt mogelijk, daar de levensboom niet teruggroeit uit houtachtige twijgen en takken. Thuja-hagen op ongunstige plaatsen hebben soms te kampen met droogte door klimaatverandering. Omdat de plant niet inheems is in Centraal-Europa en een hoge waterbehoefte heeft, is hij in Oostenrijk op sommige plaatsen verboden. Natuurbeschermingsorganisaties propageren alternatieve haagplanten die inheems, niet giftig, en gunstiger voor de dierenwereld zijn.

## Soorten en verspreiding
Het geslacht Thuja werd in 1753 gecreëerd door Carl Linnaeus in Species plantarum. Hij nam de naam over van Gaspard Bauhin, die hem in zijn Pinax vermeldde als "Thuya theophrasti". De geslachtsnaam Thuja is afgeleid van θὐα (thua), een Oudgriekse naam voor sommige groenblijvende, harsachtige boomsoorten, op zijn beurt afgeleid van θὐον (thuon), boom met aromatisch hout, ook wel reukoffer. Het geslacht telt vijf soorten.
Amerikaanse soorten
- Thuja occidentalis L. - (westerse levensboom): komt voor op hoogtes van 0 tot 900 meter in de Canadese provincies Manitoba, Ontario, Québec, New Brunswick, Nova Scotia en op Prince Edward Island, en in de Amerikaanse staten Minnesota, Michigan, Wisconsin, Illinois, Indiana, Ohio, Kentucky, Tennessee, North Carolina, Virginia, West Virginia, Maryland, Pennsylvania, New York, Connecticut, Massachusetts, Vermont, New Hampshire en Maine.
- Thuja plicata Donn ex D.Don, synoniem: Thuja gigantea Nutt. - (reuzenlevensboom): komt voor op hoogtes van 0 tot 1500, zelden tot 2000 meter, in het westen van Noord-Amerika in de Canadese provincies British Columbia en Alberta, en in de VS in Alaska, Montana, Idaho, Washington, Oregon en Californië.

Oost-Aziatische soorten
- Thuja koraiensis Nakai, synoniem: Thuja odorata Doi - komt voor op een hoogte van 700 tot 1800 meter in Noord-Korea en in de Chinese provincie Jilin alleen in Changbai Shan.
- Thuja standishii (Gordon) Carrière, synoniem: Thuja japonica Maxim., Thuja gigantea var. japonica (Maxim.) Franch. & Savatier, Thujopsis standishii Gordon - komt uitsluitend voor in de bergen van de Japanse eilanden Honshu en Shikoku.
- Thuja sutchuenensis Franch. - komt voor in het zuidoosten van het Daba gebergte op kalksteen op hoogtes van 1000 tot 1500 (800 tot 2100) meter. Deze met uitsterven bedreigde endemische soort komt alleen voor in Chongqing in het noordoosten van Sichuan. Nadat hij voor het eerst werd gevonden in 1899, werd hij niet opnieuw verzameld en werd als uitgestorven in het wild beschouwd totdat hij in 1999 in hetzelfde gebied werd herontdekt.

Een andere soort, de oosterse levensboom of Chinese thuja, die voorheen als Thuja orientalis L. ook in het geslacht Thuja was geplaatst, werd later als Platycladus orientalis (L.) Franco in zijn eigen monotypische geslacht Platycladus geplaatst.
Thuja-soorten kunnen onder andere worden onderscheiden door de aromatische geur van de gekneusde schilferige bladeren. Thuja koraiensis ruikt naar amandelcake, Thuja plicata (zelfs zonder kneuzen) naar ananas, Thuja occidentalis naar appelmoes met kruidnagel, en de geur van Thuja standishii doet denken aan citroensnoepjes.

## Oorsprong van het geslacht
Het geslacht heeft een disjunct verspreidingsgebied: twee soorten in Noord-Amerika en drie in Oost-Azië. Dat roept de vraag op waar het ontstaan is en hoe het areaal er oorspronkelijk heeft uitgezien. Het resultaat van Chinees fylogenetisch onderzoek suggereert dat Thuja zijn oorsprong had in Amerika in het Paleoceen of eerder, en in het Mioceen via de Beringlandbrug naar Oost-Azië migreerde. Uit fossiele vondsten blijkt dat Thuja tijdens het late Krijt en het vroege Tertiair een aanzienlijk groter verspreidsgebied had dan het huidige. Het oudst bekende Thuja-fossiel is van T. polaris (een uitgestorven soort) uit het Paleoceen van Ellesmere Island, Canada.
Andere hypothesen over het ontstaan en de verspreiding van het geslacht veronderstelden een Oost-Aziatische oorsprong, waarbij het geslacht twee keer migreerde – eenmaal oostwaarts naar Noordwest-Amerika en eenmaal westwaarts via Europa naar het noordoosten van Amerika. Er zijn van Thuja echter geen betrouwbare fossielen gevonden in West-Azië of Europa. De mogelijkheid dat het geslacht via Europa van Azië naar Noordoost-Amerika migreerde (via de Noord-Atlantische landbrug die in het Eoceen bestond) kan daarmee wel worden uitgesloten.